# NGC 7819
NGC 7819 (również PGC 303 lub UGC 26) – galaktyka spiralna z poprzeczką (SBb), znajdująca się w gwiazdozbiorze Pegaza. Odkrył ją Ralph Copeland 26 października 1872 roku.